# Massa solar

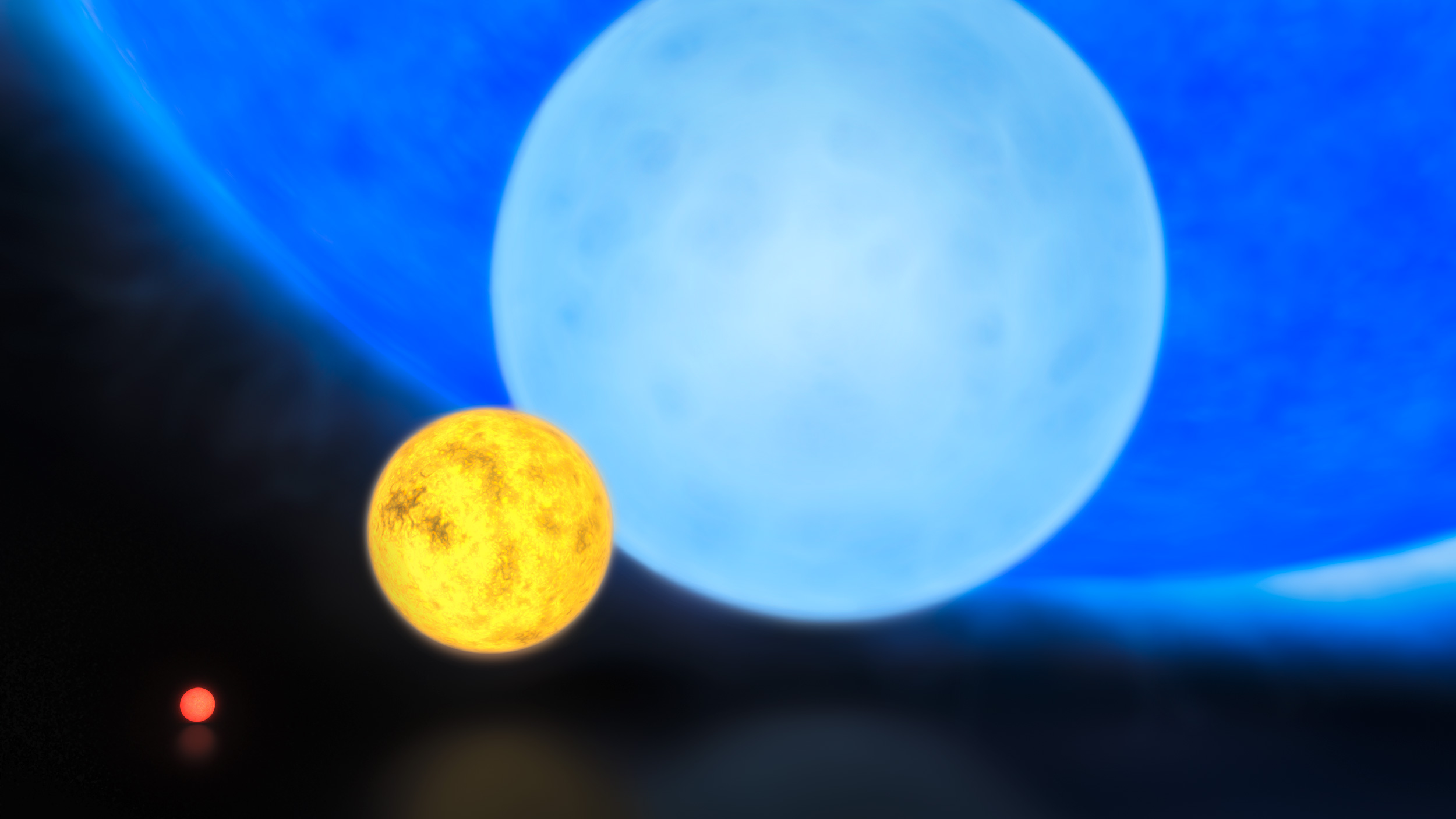
Comparação de tamanho de uma anã vermelha, o Sol, uma estrela tipo B e R136a1

Massa solar é uma unidade de medida de massa, igual à massa do Sol, usada em Astronomia para representar a massa de estrelas, galáxias e corpos de grandes dimensões. Seu valor e símbolo são:
{\displaystyle M_{\bigodot }=1,9891\times 10^{30}{\hbox{ kg}}}
A massa solar vale 333 000 vezes a massa da Terra.
Mede-se a massa solar através da aplicação da terceira lei de Kepler, segundo a qual:
{\displaystyle T^{2}={\frac {4\pi ^{2}}{G(M+m)}}\cdot r^{3},}
onde {\displaystyle m} e {\displaystyle M} representam a massa de um planeta e da estrela ao redor da qual ele orbita, respectivamente, {\displaystyle T} é o período orbital do planeta, {\displaystyle r} é a distância média do planeta à estrela e {\displaystyle G} é a constante gravitacional.
No sistema solar, todos os planetas possuem massa muito menor do que a massa do Sol. Desta forma, podemos simplificar a terceira lei de Kepler:
{\displaystyle T^{2}\approx {\frac {4\pi ^{2}}{GM}}\cdot r^{3},}.
Usando os valores de {\displaystyle T} e {\displaystyle r} para cada planeta do sistema solar, pode-se calcular com razoável precisão a massa solar.
Possíveis incertezas no valor de {\displaystyle G} tornam o cálculo da massa solar igualmente impreciso.

## Valores típicos
- Estrelas: 0,08 a cerca de 150 {\displaystyle M_{\bigodot }}
- Aglomerados estelares: {\displaystyle \sim 10^{3}} a {\displaystyle \sim 10^{5}M_{\bigodot }}
- Galáxia: {\displaystyle \sim 10^{12}M_{\bigodot }}

## Miscelânea
- Em julho de 2010, uma pesquisa publicada no Monthly Notices of the Royal Astronomical Society, anunciou a descoberta da estrela mais massiva jamais observada: RMC 136a1. Sua massa é aproximadamente 265 {\displaystyle M_{\bigodot }}. Anteriormente esse título pertencia a LBV 1806-20. Outras estrelas são objeto de anúncios congêneres, de tempos em tempos. Não existe consenso ainda, entre os astrônomos, sobre qual estrela merece esse título.
- Dentre as estrelas visíveis a olho nu, η Carinae costuma ser considerada a mais massiva ({\displaystyle \approx 120M_{\bigodot }}).